# Ван Цзюньюй
Ван Цзюньюй (王君玉, 1020 — 1097) — китайський державний службовець, поет часів династії Сун.

## Життєпис
Народився у 1020 році у м. Хуаян (сучасна провінція Сичуань). Походив з родини чиновників. Почавши службову кар'єру зі скромної посади головного секретаря в одному з обласних управлінь, Ван Цзюньюй складає іспити, отримує ступінь цзіньши, а з нею і більш високі призначення, стає членом академії Ханлінь. Якийсь час займає посаду редактора в одному з кабінетів академії, що відав виданням класичних книг. Товаришує з канцлером Ван Аньши, якого підтримує у реформах.
Після цього обіймав посаду губернатора декількох областей на південному сході країни (на території сучасних провінцій Гуйчжоу та Сичуань). Під кінець життя вступив на посаду помічника начальника Палати обрядів. З цієї посади він і пішов у відставку, після чого незабаром помер у 1097 році.

## Творчість
З дитинстві почав складати вірші. Свою збірку Ван Цзюнь-юй назвав «Продовженням цзацзуань». Всього в неї входять 32 група висловів-віршів.
Ван Цзюньюй доволі самобутній автор. Особливістю його віршів є наявність м'якого гумору, посмішки, простих, беззлобних жартів. В них виразніше відчувається, що вислови написані вченим-літератором, паном і естетом, який підсміюється над незграбним слугою, над поганим стилістом. В цій збірці багато правдивих і гострих віршів про підкуп і продажність; про безглузду систему державних іспитів, без яких неможливо було отримати посаду; про сумнівне поводження чернечої братії; про тупість бюрократів.